# 大岡清勝
大岡 清勝（おおおか きよかつ、天文22年（1553年） - 寛永元年4月2日（1624年5月18日））は、安土桃山時代・江戸時代の武将、旗本。父は大岡孫右衛門助次。通称は伝蔵。子は大岡清政、大岡清春。伏見城代。
越後国大岡庄豪族の新田氏流里見氏庶家大井田氏族から出た一族で、大岡忠相の一族である大岡氏とは関わりがない。家紋は丸に陰蔦。
徳川氏に仕え、元亀3年（1573年）の三方ヶ原の戦いでは本多忠勝の与力として参戦した。翌元亀4年（1574年）、大賀弥四郎謀反の鎮圧の際に米河内城攻めで倉地平左衛門を討ち取る戦功を立てた。慶長5年（1600年）の関ヶ原の戦い、慶長19年（1614年）の大坂の陣にも参戦して功績を立てた。